# All the President's Men
All the President's Men is een Amerikaanse dramafilm uit 1976 onder regie van Alan J. Pakula. Het scenario is gebaseerd op het gelijknamige boek uit 1974 van de Amerikaanse journalisten Carl Bernstein en Bob Woodward over het Watergateschandaal.

## Verhaal
Wanneer er in het Watergategebouw, het hoofdkwartier van de Democratische Partij, ingebroken wordt, vermoedt de jonge journalist Bob Woodward dat er meer aan de hand is. De vijf inbrekers worden door de politie opgepakt en door een rechter veroordeeld. Wanneer Woodward probeert te achterhalen waarom de mannen, waaronder enkele Latijns-Amerikanen, de inbraak pleegden, stuit hij op heel wat weerstand van de betrokken partijen.
De belangrijke instanties die bij het onderzoek betrokken zijn, weigeren commentaar te geven. Woodward vermoedt dat er luchtje aan deze zaak zit. De redacteur van The Washington Post vindt Woodward nog te onervaren voor zo'n politiek schandaal en geeft hem opdracht samen te werken met  zijn collega Carl Bernstein. Na verscheidene telefoontjes en gesprekken publiceren zij het ene artikel na het andere omtrent de Watergate-inbraak. Het tweetal, dat al gauw de naam "Woodstein" meekrijgt, komt te weten dat de inbrekers banden hebben met de CIA en met het Comité voor de Herverkiezing van de President.
The Washington Post komt zwaar onder vuur te liggen omwille van haar negatieve berichtgeving omtrent de zaak. De twee journalisten weigeren op te geven en voelen dat ze dicht bij de waarheid zitten. Na lang aandringen en met de hulp van Woodwards geheime bron (een belangrijk lid van de FBI), die de bijnaam "Deep Throat" krijgt omwille van zijn zware stem, komen de journalisten erachter dat de inbraak onderdeel is van een omvangrijke geheime operatie om verschillende kandidaten van de Democratische voorverkiezingen dwars te zitten. Ook ontdekken ze dat de operatie gefinancierd wordt via een fonds onder beheer van John N. Mitchell, de Minister van Justitie (de cruciale tip van Deep Throat in de film, "Follow the money", is sindsdien een beroemde kreet in de onderzoekjournalistiek, hoewel de echte Deep Throat die woorden nooit heeft gebruikt).
De belangrijkste vraag is natuurlijk: is president Richard Nixon op de hoogte? Het lukt Woodstein (nog) niet deze vraag te beantwoorden. Wel ontdekt het duo dat vijf belangrijke functionarissen betrokken zijn bij de geheime operatie, waaronder H.R. "Bob" Haldeman, stafchef van het Witte Huis.  Deep Throat waarschuwt Woodward dat zijn leven in gevaar is. De film eindigt met de inhuldiging van Richard Nixon voor zijn tweede termijn, terwijl Woodward een verhaal aan het schrijven is. Op dat moment zijn Woodward en Bernstein nog de enigen die over het schandaal hebben gepubliceerd en heeft Nixon nog nauwelijks imagoschade opgelopen. Later, na onderzoek door het Congres en een gerechtelijke procedure, zal blijken dat alle verhalen in The Washington Post kloppen. Ook blijkt dan (via bandopnamen) dat Nixon niet alleen van alles op de hoogte was, maar zelfs opdracht gaf om onderzoek naar Watergate te verhinderen. Twee jaar na de onthullingen van Woodstein treedt Nixon af.

## Rolverdeling
| Acteur               | Personage                  |
| -------------------- | -------------------------- |
| Robert Redford       | Bob Woodward               |
| Dustin Hoffman       | Carl Bernstein             |
| Jack Warden          | Harry Rosenfeld            |
| Martin Balsam        | Howard Simons              |
| Hal Holbrook         | "Deep Throat"              |
| Jason Robards        | Ben Bradlee                |
| Jane Alexander       | Judy Hoback Miller         |
| Stephen Collins      | Hugh W. Sloan jr.          |
| Ned Beatty           | Martin Dardis              |
| Meredith Baxter      | Deborah Murray Sloan       |
| Penny Fuller         | Sally Aiken                |
| Penny Peyser         | Sharon Lyons               |
| Lindsay Crouse       | Kay Eddy                   |
| Robert Walden        | Donald Segretti            |
| F. Murray Abraham    | Brigadier Paul Leeper      |
| David Arkin          | Eugene Bachinski           |
| Richard Herd         | James W. McCord jr.        |
| Henry Calvert        | Bernard L. Barker          |
| Dominic Chianese     | Eugenio R. Martínez        |
| Ron Hale             | Frank Sturgis              |
| Nate Esformes        | Virgilio R. Gonzáles       |
| Nicolas Coster       | Markham                    |
| Joshua Shelley       | Al Lewis                   |
| Ralph Williams       | Ray Steuben                |
| Gene Lindsay         | Alfred D. Baldwin          |
| Polly Holliday       | Secretaresse van Dardis    |
| Carol Trost          | Secretaresse van Bradlee   |
| James Karen          | Advocaat van Sloan         |
| Basil Hoffman        | Assistent-redacteur Regio  |
| Stanley Bennett Clay | Assistent-redacteur Regio  |
| John McMartin        | Redacteur Buitenland       |
| John Devlin          | Redacteur Regio            |
| Paul Lambert         | Redacteur Binnenland       |
| Richard Venture      | Assistent-redacteur Regio  |
| John Furlong         | Redacteur Nieuws           |
| Valerie Curtin       | Betty Milland              |
| Jess Osuna           | Joe (FBI-agent)            |
| Allyn Ann McLerie    | Carolyn Abbott             |
| Christopher Murray   | Assistent-fotograaf        |
| Frank Wills          | Frank Wills                |
| Bryan Clark          | Advocaat                   |
| Gene Dynarski        | Griffier                   |
| Frank Latimore       | Rechter John Sirica        |
| Anthony Mannino      | Politieagent               |
| James Murtaugh       | Bibliothecaris             |
| John O'Leary         | Advocaat                   |
| Neva Patterson       | Vrouw van de CRP           |
| George Pentecost     | George                     |
| Sloane Shelton       | Zus van Judy Hoback Miller |
| Lelan Smith          | Politieagent               |
| Jaye Stewart         | Bibliothecaris             |
| George Wyner         | Advocaat                   |
| Leroy Aarons         | Redacteur Economie         |
| Donnlynn Bennett     | Verslaggever               |
| Carol Coggin         | Assistent                  |
| Laurence Covington   | Nieuwslezer                |
| Sidney Ganis         | L.A Stringer               |
| Amy Grossman         | Verslaggever               |
| Cynthia Herbst       | Verslaggever               |
| Mark Holtzman        | Verslaggever               |
| Jamie Smith-Jackson  | Bibliothecaresse           |
| Barbara Lipsky       | Verslaggever               |
| Doug Llewelyn        | Assistent                  |
| Jeff MacKay          | Verslaggever               |
| Irwin Marcus         | Verslaggever               |
| Greg Martin          | Verslaggever               |
| Ron Menchine         | Bibliothecaris             |
| Jess Nadelman        | Assistent                  |
| Noreen Nielson       | Verslaggever               |
| Florence Pepper      | Receptioniste              |
| Barbara Perlman      | Receptioniste              |
| Louis Quinn          | Verkoper                   |
| Peter Salim          | Verslaggever               |
| Shawn Shea           | Assistent                  |
| Marvin Smith         | Verslaggever               |
| Pam Trager           | Verslaggever               |
| Bill Willens         | Hippie                     |
| Wendell Wright       | Assistent                  |

## Prijzen en nominaties
| Jaar | Prijs  | Categorie                | Genomineerde(n)                                         | Uitslag     |
| ---- | ------ | ------------------------ | ------------------------------------------------------- | ----------- |
| 1976 | Oscars | Beste film               | Walter Coblenz                                          | Genomineerd |
| 1976 | Oscars | Beste regisseur          | Alan J. Pakula                                          | Genomineerd |
| 1976 | Oscars | Beste mannelijke bijrol  | Jason Robards                                           | Gewonnen    |
| 1976 | Oscars | Beste vrouwelijke bijrol | Jane Alexander                                          | Genomineerd |
| 1976 | Oscars | Beste bewerkte scenario  | William Goldman                                         | Gewonnen    |
| 1976 | Oscars | Beste geluid             | Arthur Piantadosi Les Fresholtz Rick Alexander Jim Webb | Gewonnen    |
| 1976 | Oscars | Beste productieontwerp   | George Jenkins George Gaines                            | Gewonnen    |
| 1976 | Oscars | Beste montage            | Robert L. Wolfe                                         | Genomineerd |

## Productie
De film is gebaseerd op het gelijknamige boek van de twee journalisten van de krant The Washington Post. Carl Bernstein en Bob Woodward spraken verscheidene keren met de acteurs Dustin Hoffman en Robert Redford, als voorbereiding op hun rol in de film. Samen met regisseur Alan J. Pakula werd er naar een stijl gezocht die niet alleen de feiten in beeld bracht, maar ook de wilskracht en het onderzoek van de twee journalisten, die een Pulitzerprijs wonnen voor hun werk. In de Verenigde Staten werden hun artikels na het schandaal een symbool voor waarheid en gerechtigheid. Het boek werd tot een scenario omgevormd door William Goldman.
De geloofwaardigheid van de film werd tot in de kleinste details verzorgd. Omdat filmen op de redactie van The Washington Post onmogelijk was, werd de redactie volledig nagemaakt. Zelfs het afval in de vuilnisbakken was afkomstig van de echte Washington Post-kantoren. Er werd ook gebruikgemaakt van een dioptrische lens. Deze lens creëert een natuurlijke opdeling van het scherm. Twee elementen (die op verschillende afstand van de camera staan) aan weerszijden van het beeld kunnen zo scherp in beeld gebracht worden. De elementen tussenin worden minder scherp. De regisseur koos vaak voor pilaren of bureaus als midden-element. Zo is tijdens de eindscène een televisietoestel, dat op de achtergrond staat, scherp in beeld, evenals Woodward die vooraan in beeld een artikel aan het schrijven is.
De cameraman Gordon Willis zorgde dan weer voor een unieke lichtgeving. Zo koos hij op de redactie voor enorm veel licht, aangezien dit de plaats was waar Woodward en Bernstein de waarheid aan het licht brachten. Daarbuiten hanteerde Willis een duistere vormgeving en zorgde zo voor de nodige spanning en geheimzinnige ondertoon van het onderzoek van de twee journalisten. Veel recensenten beschrijven deze film dan ook als een paranoiathriller, een genre dat heel eigen is aan de jaren 70 en een enorm succes kende met andere films zoals Three Days of the Condor, The Parallax View en The Conversation.